# Parallelia juncta
Parallelia juncta är en fjärilsart som beskrevs av Louis Beethoven Prout 1922. Parallelia juncta ingår i släktet Parallelia och familjen nattflyn. Inga underarter finns listade i Catalogue of Life.